# 노쪽손목굽힘근
노쪽손목굽힘근(flexor carpi radialis) 또는 요측수근굴근(橈側手根屈筋)은 사람 아래팔앞칸 얕은층의 근육으로, 손을 굽히고 벌리는 작용을 한다.

## 구조
노쪽손목굽힘근은 아래팔앞칸 얕은층에 위치하는 근육이다. 온굽힘근힘줄의 일부로서 위팔뼈의 안쪽위관절융기에서 기시한다. 이는곳에서 노쪽손목굽힘근의 가쪽에는 원엎침근, 안쪽에는 긴손바닥근, 깊은쪽에는 얕은손가락굽힘근이 위치한다. 처음에는 얇고 널힘줄성의 구조이나, 점차 내려올수록 크기가 커지면서 아래쪽의 절반 이상까지 내려오면 힘줄로 끝난다. 이 힘줄은 가로손목인대 가쪽 부분의 굴을 통과하여 큰마름뼈 바닥면 위쪽의 깊은 고랑을 주행한다. 고랑은 섬유성의 조직으로 인해 굴 모양 구조로 변하며 윤활집에 싸여 있다. 이후 노쪽손목굽힘근은 둘째손허리뼈 바닥에 닿으며 끝난다. 셋째손허리뼈와 큰마름뼈결절(trapezium tuberosity)로도 작은 슬립을 보낸다.
노쪽손목굽힘근의 힘줄은 아래팔 앞면, 손목의 바로 몸쪽에서 손목을 굽혔을 때 육안으로 볼 수 있다. 손목을 굽혔을 때 보이는 힘줄 중 가장 가쪽의, 즉 엄지에 가까운 것이 노쪽손목굽힘근의 힘줄이다.
아래팔의 아래쪽 부분에서 노동맥은 노쪽손목굽힘근의 힘줄과 위팔노근 사이에 위치한다.
노쪽손목굽힘근을 지배하는 신경은 대부분의 아래팔앞칸 근육들과 마찬가지로 정중신경이다. 그 중에서도 목신경뿌리 C6과 C7에서 나온 축삭 성분이 분포한다. 혈액을 주로 공급하는 동맥은 위팔동맥의 종말가지인 자동맥이다.

## 추가 이미지

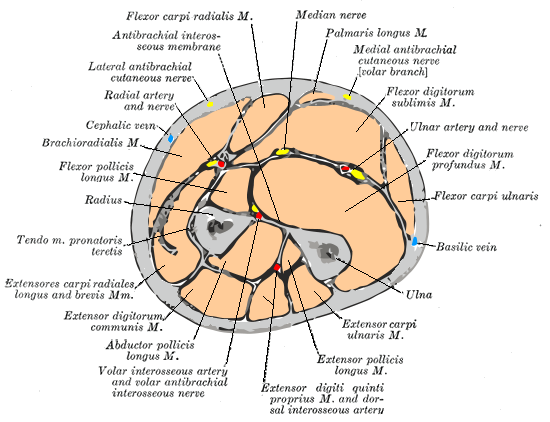
아래팔 중간 높이에서의 단면
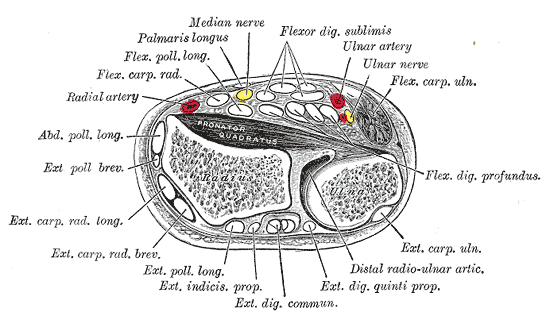
노뼈와 자뼈 먼쪽 끝에서의 단면
손목과 손가락의 단면
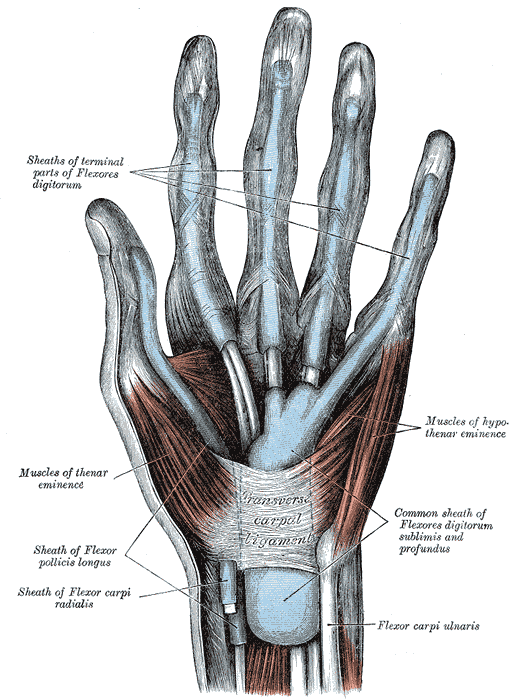
손목과 손가락의 앞쪽에 존재하는 힘줄들의 윤활집
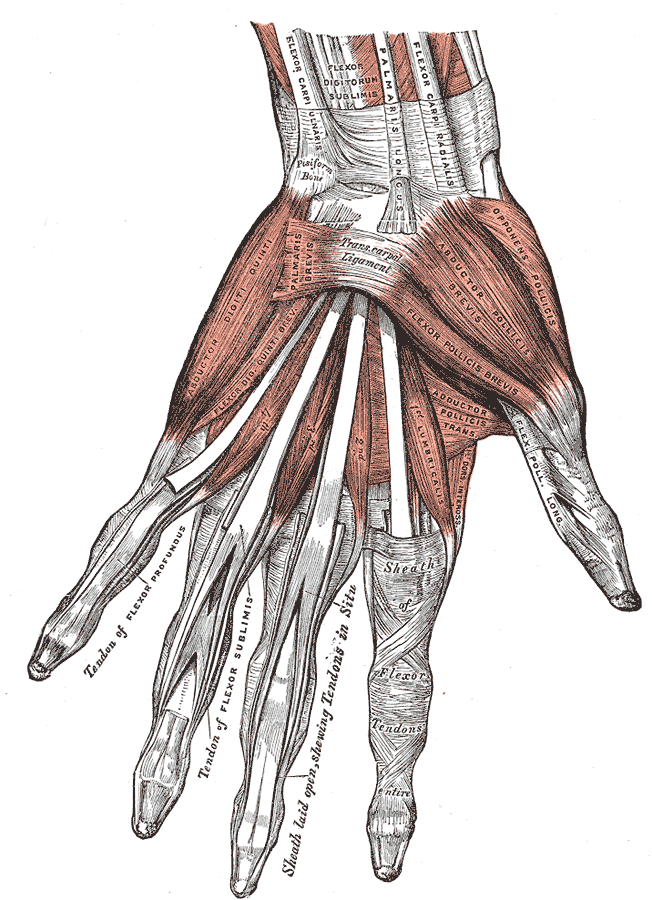
왼쪽 손바닥의 근육들
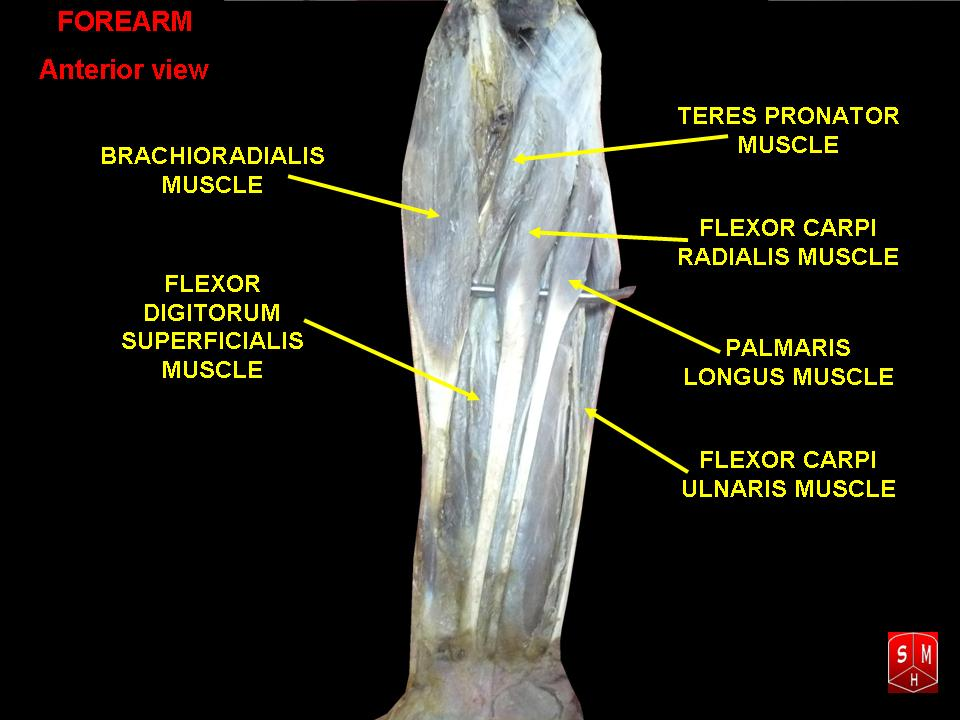
노쪽손목굽힘근

## 같이 보기
- 자쪽손목굽힘근

## 참고 문헌
이 문서는 현재 퍼블릭 도메인에 속하는 그레이 해부학 제20판(1918) page 446의 내용을 기초로 작성된 글이 포함되어 있습니다.
1. ↑  Wheeless' Textbook of Orthopaedics